# Saint-Denoual
 Saint-Denoual  (en bretón Sant-Denwal) es una población y comuna francesa, situada en la región de Bretaña, departamento de Côtes-d'Armor, en el distrito de Dinan y cantón de Matignon.

## Demografía
| 382 | 369 | 330 | 342 | 362 | 354 |
| Para los censos de 1962 a 1999 la población legal corresponde a la población sin duplicidades (Fuente: INSEE [Consultar]) |     |     |     |     |     |